# 서지희 (1990년)
서지희(1990년 7월 30일 ~ )는 대한민국의 배우이다.

## 출연 작품

### 영화
- 《신촌좀비만화》(2014년) - 경희 역
- 《마리아와 여인숙》(1997년) - 마리아 (7세) 역
- 《산부인과》(1997년)

### 드라마
- 《물꽃마을 사람들》(MBC, 2004년) - 하경 역
- 《팥쥐엄마》(SBS, 2003년)
- 《TV로 보는 원작동화 - 나의 천사 나의 웬수》(EBS, 2003년) - 송은지 역
- 《TV로 보는 원작동화 - 멋진 내 남자친구》(EBS, 2002년) - 바다 역
- 《새엄마》(KBS1, 2001년) - 어린 상미 역
- 《요정 컴미》(KBS2, 2000년) - 소옥경 역
- 《당신은 누구시길래》(SBS, 1999년)